# Theope speciosa
Theope speciosa is een vlindersoort uit de familie van de prachtvlinders (Riodinidae), onderfamilie Riodininae.
Theope speciosa werd in 1897 beschreven door Godman & Salvin.